# Die Begegnung (1983)
Die Begegnung (OT: One More Chance) ist ein US-amerikanisches Filmdrama, das 1983 veröffentlicht wurde. In den Hauptrollen sind John LaMotta und Kirstie Alley zu sehen, Regie führte Sam Firstenberg.

## Handlung
Nach seiner Haftentlassung kehrt Pete Bales nach Hause zurück. Er stellt fest, dass seine Frau mit dem gemeinsamen Sohn nach Arizona gezogen ist. Nur die Nachbarin Sheila weiß, wohin sie gezogen sind. Sie will ihm die Auskunft aber erst geben, wenn er ihr beweist, dass er sich verändert hat. Nachdem er sie überzeugen konnte, setzt Pete alles daran, mit Sheilas Unterstützung seine Familie zurückzugewinnen.

## Produktion
Sam Firstenberg schrieb das Drehbuch zu dem Film Ende der 1970er Jahre als Student an der Loyola Marymount University in Los Angeles. Auf dem Campus traf er den späteren Filmproduzenten David Womark, was den Beginn einer langjährigen Zusammenarbeit der beiden darstellte. Gemeinsam überzeugten sie die Fakultät der Universität, erstmals in deren Geschichte einen abendfüllenden Spielfilm als studentische Produktion zu unterstützen. Neben den Ressourcen der Universität konnten die zu dieser Zeit noch unbekannten Darsteller John LaMotta und Kirstie Alley für das Projekt gewonnen werden, die ohne Gage mitwirkten. Zur Entwicklung des Filmnegativs nahmen Firstenberg und Womark einen Kredit auf, der die Kosten jedoch nicht decken konnte. Mit einer Rohfassung des Films konnte Firstenberg den Produzenten Menahem Golan von dem Projekt überzeugen, der die Fertigstellung des Films finanzierte.
Der fertige Film wurde im Januar 1983 von Menahem Golans Filmverleih The Cannon Group veröffentlicht. Er wurde unter anderem auf dem Chicago Film Festival und dem Lucarno Film Festival aufgeführt und erschien später in mehreren Ländern (u. a. auch in Deutschland) auf VHS.
Kirstie Alley spielte hier ihre erste Filmhauptrolle; da Die Begegnung jedoch erst nach Star Trek II: Der Zorn des Khan (1982) veröffentlicht wurde, gilt Star Trek II als ihr Kinodebüt.

## Kritiken
Der Film-Dienst befand, der Film sei "redlich gemeint" und "mit überdurchschnittlicher Sorgfalt inszeniert".